# MBSテレビ番組一覧
MBSテレビ番組一覧（エムビーエステレビばんぐみいちらん）では、毎日放送（MBSテレビ）で放送されている、もしくはこれまでに放送された主なテレビ番組を紹介する。一部、TBSテレビ（TBS） を始めとするその他のジャパン・ニュース・ネットワーク（JNN）系列局にネットされている番組もある。
「G」表記のある番組はCSデジタル放送GAORAでも放送されている。

## ニュース

### 現在放送中の番組
- 夕方の全国ニュース
  - 報道特集（土 17:30 - 18:50）
  - Nスタ（日 17:30 - 18:00）
    - Nスタ・第2部 （月 - 金 17:50 - 18:15）
- TBS NEWS（毎日深夜帯で放送中）
- ローカルニュース
  - よんチャンTV（月 - 金 15:40 - 19:00）
    - 土曜のよんチャンTV（放送終了）

  - MBSニュース（土 0:15 - 0:20）
  - MBS NEWS DIG（土 5:45 - 6:00）

### 放送終了した番組
- 夕方の全国ニュース
  - JNNニュースコープ - 腸捻転の解消後、JNN系列へネットチェンジにて放送開始。
  - JNNニュースの森
  - JNNイブニング・ニュース
  - 総力報道!THE NEWS
  - THE NEWS
  - 報道特集NEXT
- ローカルニュース
  - 毎日新聞テレビ夕刊
  - VOICE
  - MBSナウ
  - ミント!
  - MBSニュース&天気
  - MBSニュースコール
  - ティータイムニュース

### ニュース関連項目
- JNN、毎日新聞、TBS NEWS、毎日放送夕方ニュース枠

## 情報

### 現在放送中の番組
- 全国ネット
  - サタデープラス（土 7:59 - 9:25）
- 関西ローカル
  - せやねん!（土 9:25 - 12:54）
  - MBSマンスリーリポート（毎月第1日 5:15 - 5:30） - 番組審議会報告。
  - 医のココロ（日 6:00 - 6:10）

### 放送終了した番組
- 全国ネット
  - MBSウィークエンドショー → ウィークエンドショー
  - ウィークエンドモーニングショー
  - 八木治郎ショー
    - 八木治郎ショー・いい朝8時
      - すてきな出逢い いい朝8時

  - リアルタイム
  - サタモニ!
  - 知っとこ!
  - 板東英二のクリックPAPA
  - あったか生活!秘伝!カテイの魔法
  - 久米宏のテレビってヤツは!?
  - クメピポ! 絶対あいたい1001人
- 関西ローカル
  - ニコニコ株式市況 → 大阪株式市況 → 証券レーダー 〜北浜ホットライン〜
  - 兵庫県アワー - 放送当時中継局が未整備であったため、RSKテレビや日本海テレビでも放送されていた。
  - 4年生の社会科 → わたしたちの近畿 - 学校放送。
  - 奥さん!2時です - 腸捻転時代に東京12チャンネル（現・テレビ東京）との交互制作を実施。放送当時、テレビ大阪は未開局。
  - タウン11
  - つとむのジャスト8→つとむのジャスト12
  - おはよう4チャンネル
  - モーニングナウ810
  - スタジオ2時
  - ワイドYOU
  - ごきげん2時
  - きらめきワイド
  - レインボー
  - はーい!昼ナマ
  - 気ままにトゥギャザー
  - 宵待5
  - おかえりワイド
  - はやおきワイド530
  - 朝イチバン!
  - 朝ダッシュ!
  - GET! → GET01 → エンタメ・ニュースショー GET★ → エンタメ・ワイドショー GET★
  - 暮らしカルマガジン みかさつかさ
  - あさやん!
  - あん!
  - っちゅ〜ねん!
  - ベリータ
  - ナルハヤ!
  - 福番
  - 八方組 ごくろうの妻たち
  - プリ♥プリ→プリプリ
  - DRESS
    - DRESS WONDERLAND
    - DRESS.tv

  - ぶらピッ
  - mm-TV
  - Beauty Exercise
  - くみっきー 女子活
  - MADE IN KYOTO
  - BRAVA!
  - Kawaii JAPAN-da!!
  - ENT
  - ちちんぷいぷい
  - グッジョブ!
- 特別番組
  - ゲームのツボ

### 情報関連項目
- 毎日放送制作土曜朝のワイドショー

## スポーツ

### 現在放送中の番組
- スポーツ情報
  - GAMBA TV〜青と黒〜（毎月最終月深夜）
  - ONE NUMBER（月1回・金 1:29 - 1:59〈木深夜〉）
  - YUBIWAZA（金 2:09 - 2:30〈木深夜〉）
  - KICK OFF! KANSAI（土 6:30 - 7:00）
  - 朝日奈央のキラめきスポーツ〜キラスポ〜（月1回・月 0:50 - 1:20〈日深夜〉）
- スポーツ中継
  - 全国高校ラグビー大会
  - センバツ高校野球大会[2] G
    - みんなの甲子園

  - ダンロップフェニックストーナメント（毎年11月3週の週末に放送、宮崎放送との共同制作で全国24局ネット[3] で放送） G
    - 京セラ フェニックスチャレンジ G

  - TOTOジャパンクラシック G
  - マスターズGCレディース G
  - 大阪マラソン
  - with Tigers MBSベースボールパーク G（阪神戦のみ） - 対巨人戦の週末デーゲームを全国ネットで放送する際はTBSテレビが制作協力に加わり（番組名も『S☆1 BASEBALL』となる）、日本シリーズを全国ネットで放送する際は、阪神主管時はTBSテレビとの共同名義ながら毎日放送主導で制作を行うが、オリックス・バファローズ主管時は、2021年以降TBSテレビ主導の制作（出演者の手配、技術面・リアルタイム字幕放送・連動データ放送付加・番組送出も全て担当し、毎日放送は制作協力扱いとなる）で放送した。[4]
  - Jリーグ中継（ガンバ大阪戦及びセレッソ大阪戦、録画） - BS-TBS 『J-LEAGUE WIDE』の関西地区中継も制作協力として参加している他、2014年よりガンバ主催の一部試合をスカパー!用に委託制作している。また関連会社の放送映画製作所もヴィッセル神戸主催試合をスカパー向けに委託制作しているが、地上波での放送はほとんど行われない。
- スポーツ特集番組
  - 猛虎ファイル G

### 放送終了した番組
- ベスト・ペア・ボウル
- '75全米プロゴルフ選手権
- スポーツ中継
  - 競馬中継 - 1959年から1963年まで中央競馬のテレビ中継を行っていた[5]。
  - 毎日甲子園ボウル G - BS-TBSでも中継を実施。
  - 週刊サッカー・ナビ（GAORA制作） G
  - ワールドゴルフマガジン（GAORA制作） G
  - FIFAフットボール・ムンディアル（GAORA・IMG制作） G
  - グンゼワールドテニス
  - オリックス→イトーキ→カップヌードル→サンライズ ハワイアンレディースオープンゴルフ
  - ソウル国際女子駅伝
  - 淡路島女子駅伝 G
  - つるやオープンゴルフトーナメント G
  - 最先端バトル ドラゴンゲート!!（GAORA制作） G
- スポーツ特集番組
  - マイスポーツ
  - あさトラ!
  - 桂三枝のスポーツマガジン
  - 板東英二のスポーツパラダイス
  - MBSスポーツドーム
  - ゴルフバトルロイヤル
  - ごるふる
  - カワスポ
  - ごるごる
  - 亀ちゃんのWith Tigers
  - 戦え!スポーツ内閣

### スポーツ関連項目
- 阪神タイガース、オリックス・バファローズ、大阪ドーム、阪神甲子園球場、MBSタイガースライブ、セレッソ大阪、ヴィッセル神戸、近鉄ライナーズ、神戸製鋼コベルコスティーラーズ、長居陸上競技場、近鉄花園ラグビー場、スポーツニッポン

## バラエティ

### 現在放送中の番組
- 全国ネット
  - プレバト!!（木 19:00 - 20:00）
    - 使える芸能人は誰だ!?プレッシャーバトル!!（前身）

  - 所さんお届けモノです!（土 7:30 - 7:59）
  - 日曜日の初耳学（日 22:00 - 22:54）
    - 林先生が驚く初耳学!（前前身）
    - 林先生の初耳学（前身）

  - 情熱大陸（日 23:00 - 23:30）
- 一部地域ネット
  - あれみた?（月 23:56 - 翌0:53）
  - 西乃風ブラン堂（火 0:59 - 1:29〈月深夜〉）
  - よしもと新喜劇NEXT〜小籔千豊には怒られたくない〜（火 1:29 - 1:59〈月深夜〉）
  - TOKIOテラス（土 6:00 - 6:30）
  - よしもと新喜劇（土 12:54 - 13:54） G
  - ごぶごぶ（土 14:00 - 15:00） G
  - 痛快!明石家電視台（土 15:00 - 16:00） G
  - 住人十色（土 17:00 - 17:30）
  - かまいたちの知らんけど（日 0:28 - 1:28〈土深夜〉） G
  - Aぇ!!!!!!ゐこ（日 1:28 - 2:01〈土深夜〉）
    - 関西ジャニ博（前身）
- 関西ローカル
  - ミキBASE〜いいね!で応援〜（火 2:14 - 2:44〈月深夜〉）
  - ボイメンのなにわ統一大作戦〜ヤベー敵地にいざ出陣!〜（毎月最終木 2:30 - 3:00〈水深夜〉）
  - 土曜のあさはほめるちゃん（土 6:30 - 7:30）
  - らくごのお時間（毎月第4日 5:00 - 5:30）
  - コトノハ図鑑（日 5:45 - 6:15）
    - あどりぶランド（上記のスピンオフ元）

  - いろはに千鳥（不定期）
  - ジャニーズWESTの激ハネ!BoooooooRN!（不定期）
  - ハンサムゼミ（不定期）
  - 発掘!アーカイブ探検隊（不定期）
- 特別番組
  - オールザッツ漫才
  - 上方漫才まつり
  - 吉本陸上競技会 G
  - 笑道
  - 爆笑!ちゃやまち広告社
  - 芸人ベストパフォーマンス
  - 大阪ゲーム荘
  - アニマゲー
  - 生!池上彰×山里亮太
  - 覗きたい24の財布シリーズ
  - 予約殺到!スゴ腕の専門外来
    - 衝撃速報!アカルイ☆ミライ（上記のスピンオフ元）

  - 出川哲朗の恥の王様
  - THEグレートアンサー
  - マツコ×モモコのすっっっごい大阪 仲良し2人のおまかせ旅
  - 関西の素朴なギモン徹底調査 ほんなら調べました

### 放送終了した番組
- 全国ネット
  - 番頭はんと丁稚どん
    - 新・番頭はんと丁稚どん

  - コミック捕物帖 まげもの110番
  - 瓦版・忠臣蔵
  - 瓦版・大喜劇
  - 寛美の落語紳士録
  - すきっと笑いまショー
  - 土曜寄席
  - 金曜お笑い劇場（毎度おゝきに → 湯の町繁盛記 毎度おゝきに → みのるのパンチ小僧）
  - あまから太閤記
  - お好み大喜利
  - 演芸まんがショー
  - お笑いスター劇場
  - 芸能わらいえて 目で見る百年史
  - どんなもんだショー
  - トクホンイブニングショー おしどり作戦
  - ドンとこいチビゴン!!
  - チャレンジショー
  - ぱあてえマエタケだ!
  - ヤングおー!おー!
  - 明色お笑いゲーム合戦
  - 明色スターゲーム合戦
  - スター漫才選手権
  - 青春ライバルマンション
  - はーい!アグネス
  - グリコ・スター芸能大合戦
  - 新伍とんでけ捕物帳
  - それいけ!新伍迷探偵
  - 爆笑!ナンチャッテ横丁
  - サンデーお笑い生中継
  - 婚約診断スイッチON
  - やすきよの結婚します!
  - 突然ガバチョ!
  - 笑いころげてたっぷり枝雀
  - あつあつカップルいじわる大作戦
  - 特選名人会
  - 三枝のドバーッとファイト!!
    - 桂三枝のファイト&ファイト

  - やる気マンマン日曜日
  - テレビ見たとこ勝負!
  - 紳助・ケントの世界がお呼びです!
  - それゆけ!マーシー
  - サンデーピアス
  - 新伍Niタッチ!
  - ご存知!平成一番人気
  - たけし・所のドラキュラが狙ってる
  - 爆裂!異種格闘技TV
  - 快傑!ドクターランド
  - ジャングルTV 〜タモリの法則〜
  - 明石家多国籍軍
  - 最大公約ショー
  - 超!よしもと新喜劇 → 超コメディ60!
  - ジパング大決戦!
  - チャンスの殿堂!（ライジングプロダクション制作協力）
  - 小さな恋みつけた。
  - ダウンタウン・セブン
  - タモリのグッジョブ!胸張ってこの仕事
  - ブリンぶりん家
  - フューチャービーンズ〜みらい豆
  - 明日使える心理学!テッパンノート
  - ランキンの楽園
  - チェック!ザ・No.1
  - チュー'sDAYコミックス 侍チュート!
  - 元気家族テレビ となりのマエストロ
  - イチハチ
  - くらべるくらべらー
  - ジャパーン47ch
    - ジャパーン47chスーパー

  - 水曜エンタ! - TBS[1] との共同制作の回あり
  - EXILE魂 - TBSとの共同制作
  - 爆笑学園ナセバナ〜ル!
  - 日10☆演芸パレード
    - 北野演芸館〜たけしが本気で選んだ芸人大集結SP〜

  - 世界の日本人妻は見た!
  - 教えてもらう前と後
  - 推しといつまでも
    - 100%!アピールちゃん
    - 月曜の蛙、大海を知る。
- 一部地域ネット
  - 素人名人会
  - 夜の大作戦
  - 夜の大行進
  - 仁鶴・たか子の夫婦往来
  - モーレツ!!しごき教室
  - 爆笑!フィーバー寄席
  - なにわ友あれ赤井英和
  - 豪快!御影屋
  - 暴ロンブー
  - クヮンガクッ
  - 今夜はえみぃ〜GO!!
  - 中川家ん!
  - たかじんONE MAN
  - ジャイケルマクソン
  - よゐこのワケアリ
  - よゐこ部
  - 熱血!テレビ番長
  - 女性ホルモン分泌バラエティー 全力☆が〜る
  - 千原ジュニアのまぶしいチカラ
  - パテナの神様!
  - ロケみつ
  - メッセンジャー&なるみの大阪ワイドショー
  - メッセンジャーの○○は大丈夫なのか?
- 関西ローカル
  - かんさい珍版・瓦版 → 新かんさい珍版・瓦版
  - カルーセル麻紀の今夜こうして
  - 夜はクネクネ
  - ザ・パーティ鶴瓶です
  - 4時ですよーだ
    - ダウンタウンですよーだ（特別番組）

  - イカにもスミにも
  - 八方の4時はおまかせ!
  - 板東英二のわがままミッドナイト
  - ダウンタウンのゆーたもん勝ち
  - 働けダウンタウン
  - ダウンタウンの素
  - おでかけ小町組
  - これが世紀の珍実験
  - えーかげんにせえ!ホントにねぇ!
  - しまうまのおしり
  - 新・たかじんが来るぞ
  - 幸せヤッホー!
  - テレビのツボ → 週刊テレビのツボ
  - 屋台の目ぇ
  - スミっこ天国
  - ぜんぜんこども
  - ビデリンが行く!
  - 101いっぱい
  - プーミン!
  - PRETTY
  - 私立板東学園
  - ゲームの惑星
  - 満開!ハッスル家族 → Go!Go!ハッスル家族ショー
  - 男子禁制♥ 噂のマシンガン!!
  - 爆烈!シャンプー
  - ココリコ海上火災
  - 今田・極楽のエンタ
  - つるまげどん → 鶴瓶×円 チャンブル
  - 東京上陸バラエティー ゴズィラ
  - ?マジっすか! G
    - ?マジっすか!リターンズ（特別番組）

  - 超世代統一広場 オジャング
  - 人生実感バラエティー 板尾家は朝から生中
  - 板尾家presents 電撃8万超人!
  - 見参!アルチュン
  - パンチ・デ・ニーロ
  - ￥8万長者 走れ!スッカラくん
  - よるこ
  - むちのち!
  - Marble
  - 天使らんまん
  - 新喜劇フー!! G
  - なまみつ
  - 新喜劇すー ※HD
  - 枠アリ!
  - 麒麟の部屋
  - やかせて!ソーセージ
    - 真夜中パンチィ

  - ソガのプワジ
  - ヨルカミ
  - 銭ナールシリーズ
    - 全力!銭ナール
    - カンニング竹山の銭ナール
    - カンニング竹山の銭ナール女学院
    - カンニング竹山のゼニウスの夜

  - 大阪おもろナーレ
  - アルスマグナ〜半熟男子の野望〜
  - 女の子宣言! アゲぽよTV
    - 女の子宣言! ヒルぽよTV

  - ここだけの噺
  - おとな会
  - スキマでジャルジャル
  - かかあ天下にさせへんで!
  - ナミノリ!ジェニー
  - ＃ミスコレ
  - バズ★ナイトナマー!
  - 田村淳のコンテンツHolic
  - 妄想バラエティ キャラボーン
  - アインシュタインの愛シタイン
  - 三度の飯よりアレが好き!
  - ロボロボ天気予報
  - ゼロイチファミリアは褒められたい
- 特別番組
  - 占い師100人!2007年開運SP - MBSでは2007年1月4日に、北海道放送では同年6月10日に放送された。
  - 四天王寺ワッソ（毎年11月）
  - おねだり怪盗 GO!マウス
  - MBS漫才アワード
  - 米朝一門顔見世大興行
  - 歌ネタ王決定戦

### バラエティ関連項目
- 吉本興業、松竹芸能、上方落語協会、テレビのおもうツボ、パノラマ電波横丁、フライデーエキスプレス

## クイズ・ゲーム

### 現在放送中の番組
- 特別番組
  - やすとも・淳のクイズレ（不定期）
  - クイズ!先生芸能人No1決定戦（不定期）
  - 全日本高校先生クイズ選手権（不定期）

### 放送終了した番組
- 全国ネット
  - 私はナンバーワン
  - アップダウンクイズ
  - クイズ!!ひらめきパスワード
  - オリエンタルがっちり買いまショウ → グリコがっちり買いまショウ
  - ダイビングクイズ
  - ファミリー・クイズ
  - クイズ・その手にのるナ!!
  - ランデブークイズ・ペアでハッスル
  - クイズ ホップ・ステップ・ジャンプ
  - 東リクイズ・イエス・ノー
  - 脱線!スカタン選手権
  - 伸介のグリコがっちりショッピング
  - クイズ世界に挑戦!
  - クイズMr.ロンリー - 『…2』は 関西ローカルで放送。
  - 世界まるごとHOWマッチ
  - 全国縦断!クイズあのねのね → 日本列島縦断クイズ
  - クイズなんでもNo.1決定戦
  - 世界まるごと2001年
  - 敏感!エコノクエスト
  - ダウトをさがせ!
  - 新伍のワガママ大百科
  - 世界ウルルン滞在記 → 世界ウルルン滞在記"ルネサンス" → 世界ウルルン滞在記2008
  - 世界バリバリ★バリュー
  - クイズ!家族でGO!!
  - あなた説明できますか
  - 答えて!メロス
- 一部地域ネット
  - 三枝やすし興奮テレビ → 三枝きよし興奮テレビ
  - クイズGoGoZ
- 関西ローカル
  - ママの番組デス!!
  - 夕方チャンス! → クイズ!なんでもこい
  - クイズ・絶対コーダ宣言
  - クイズマラソンやっとられま1000モン
  - YUBIWAZA

### クイズ関連項目
- ロート製薬、小池清

## トーク

### 現在放送中の番組
- 関西ローカル
  - ザ・リーダー（毎月第2日 5:40 - 6:10）
  - 東野&吉田のほっとけない人（不定期）

### 放送終了した番組
- 全国ネット
  - トークロータリー おとなの学校
  - トークロータリー 話題のチャンネル
  - 森繁対談・日曜日のお客様
  - Ryu's Bar 気ままにいい夜
  - 今宵はKANKURO
  - 植木等デラックス
  - 優雅なエゴイズム
  - たかじん・ナオコのシャベタリーノ!
  - 1×1
  - サワコの朝 - TBSとの共同制作
- 関西ローカル
  - こんばんは仁鶴です
  - 春蝶・朝丸のおこしやす!
  - あっ!鶴瓶のあの日に帰り道
  - お好みトーク 八方まーるく
  - オ・サ・ム
  - ぜろ

## 料理・グルメ

### 現在放送中の番組
- 一部地域ネット
  - dai-docoro☆ベジタ（日 11:40 - 11:45） - BS-TBSにも別途13:54 - 14:00に放送。2022年9月25日まではTBSテレビでも12:54 - 13:00に放送されていた。
- 関西ローカル
  - 水野真紀の魔法のレストラン（水 19:00 - 20:00）

### 放送終了した番組
- 全国ネット
  - まわる!まわる!クッキング
  - 石坂・森口のくっきん夫婦
  - 近藤正臣の味覚人情報
  - THE!おいしい番組
- 一部地域ネット
  - 産直ダイスケ
- 関西ローカル
  - アベック料理コンテスト
  - ミセスコンテスト 奥さまNo.1
  - 作りま専科 たべま専科
  - シェフにおまかせ!
  - 鶴瓶のグルグルぐるめ
  - コープあなたも料理長
  - あまからアベニュー
  - 円広志のグルメデート → 桂小米朝のグルメデート
  - 江崎恵美子のHAPPY KITCHEN
  - ぶらンチ
  - ハピネス

### 料理関連項目
- 大阪ガス

## 音楽

### 現在放送中の番組
- 全国ネット
  - JAL音舞台シリーズ（毎年9月末または10月上旬）
  - サントリー1万人の第九（毎年12月23日）
- 関西ローカル
  - Yogibo presents FREE STUDIO（毎月第2火の翌日 1:29 - 1:59〈火深夜〉）
  - SPICE MUSIC（火 - 土 放送不定）
    - SPICE MUSIC-STRONG-（同上）

  - MM-TV（同上）

### 放送終了した番組
- 全国ネット
  - メイト・7
  - ダークです・うたいます・うたの心を
  - 明色ものまね歌合戦
  - 明色 歌うスターばんざい!!
  - 歌の笑ルーム
  - 尾崎紀世彦ショー ナウ・ナウ
  - 歌うトップスター
  - ちびっこアベック歌合戦 - 1974年10月から1975年3月まではNET（現・テレビ朝日）系列で毎週土曜に、1975年4月から同年9月まではTBS[1] 系列で毎週金曜に放送。
  - 全日本ドレミファミリー歌合戦
  - キンキンの歌え!新婚カンコン → Junji&Chikaの歌の新婚愛ランド
  - 全国ジュニア歌謡選抜
  - サブロー・シローの歌え!ヤング大放送
  - ビッグ・ウェンズデイ（ライジングプロダクション制作協力）
- 一部地域ネット
  - 乾杯!トークそんぐ
  - FUZZ
  - Weekly Music Magazine ヘルツ
  - COOK音楽
  - 弁当少女
    - みゅ〜じキュン

  - MUSIC EDGE + Osaka Style
  - MBS SONG TOWN
- 関西ローカル
  - 想音楽園 〜アコースティック・パラダイス〜
  - たかじんミュージックランド
  - 五十嵐音蔵
  - 赤鬼
  - 青鬼
  - 三戸なつめのSONG STREET
  - + music
  - MM+TV
  - Good M 僕に逢いたくなったら…

### 音楽関連項目
- FM802

## ドキュメンタリー・紀行

### 現在放送中の番組
- 全国ネット
  - 情熱大陸（日 23:00 - 23:30）
  - 超絶景!人生一度は体感したい行った気トラベラー（特別番組）
- 一部地域ネット
  - 皇室アルバム（日 6:30 - 6:45）
- 関西ローカル
  - Catch!!（土・日 21:54 - 22:00）
  - NEXT JAPAN〜熱き求道者〜（土 18:50 - 18:56）
  - 京都知新（日 6:15 - 6:30）
  - 映像（毎月最終日の翌日 0:50 - 1:50〈日深夜〉）

### 放送終了した番組
- 全国ネット
  - 真珠の小箱
  - 野生の王国
  - 世界の日本人
  - フィルムドキュメント 日本の魅力
  - なんでも百年史
  - 生きものばんざい
  - ザ・ビッグデー
  - ふれあい自然列島
  - 20世紀の映像
  - あじのある旅
  - もうひとつの旅
  - 音楽の旅はるか → 音楽の旅はるかII
  - 世界は夢家族
  - ハロー!人間グラフィティ
  - 中村敦夫の地球発22時 → 中村敦夫の地球発23時 → 地球発19時
  - 地球ZIG ZAG
  - 新ビーグル号探検記
  - ト・キ・メ・キ旅物語
  - 北緯35度の風
  - 逸見のその時何が!
  - 迫って!GABURI。
  - 海の向こうで暮らしてみれば
  - 彼女たちのエアメール
  - 道浪漫
  - グラフィティ'96
  - イチバン!
  - 絶景の楽園
  - 夏休みSP 対決ビンゴ旅
  - 地球感動配達人 走れ!ポストマン
  - バンバンバン
  - ホムカミ〜ニッポン大好き外国人 世界の村に里帰り〜
    - さまぁ〜ずの世界のすげぇにツイテッタ〜

  - エド山口の世界を釣りたい
- 関西ローカル
  - 旅物語
  - 近畿は美しく おスミつき新発見伝
  - 駅舎〜気ままに途中下車〜
  - きんきに拍手
  - 新見聞録
  - 親鸞の道
  - 旅は道ヅレ
  - 美の京都遺産
  - OFLIFE（吉本興業主導の制作のため、厳密な意味でのJNN番組として扱われず、TBS系列局ではテレビ山口のみ放送。その他、系列外の広島テレビと過去に系列関係だった岡山放送でも放送）
  - 湯浅んぽ

### ドキュメンタリー・紀行関連項目
- 放送番組センター、近畿日本鉄道

## ドラマ

### 現在放送中の番組
- ゲレンデ飯（ドラマイズム、水 0:59 - 1:29〈火深夜〉）
- 復讐カレシ〜溺愛社長の顔にはウラがある〜（ドラマ特区、金 0:59 - 1:29〈木深夜〉）
- 熱愛プリンス（ドラマフィル、金 1:29 - 1:59〈木深夜〉）

### 放送終了した番組
- NETへネットされた時代劇
  - 源義経
  - 新書太閤記
  - 大楠公
  - 幕末物語
  - 戦国大統領
  - それからの武蔵
  - 竜馬がゆく
  - 勝海舟
  - 源氏物語
  - 丹下左膳
  - 城下町110番
  - 鳴門秘帖
  - 鞍馬天狗
  - 富士に立つ影
  - まぼろし城
  - はやと
  - なんでも引きうけ候
  - 怪談
  - 狼・無頼控
  - 幡随院長兵衛お待ちなせえ
- 女シリーズ
- 妻そして女シリーズ - 1975年3月31日（腸捻転解消後） - 1992年4月3日放送。月 - 金 13:30 - 13:45。
  - 女系家族 - 1963年にこの局で初めてテレビドラマ化された後、この枠でリメイク版を2度放送し、2005年のTBS制作版も木曜22時枠で放送。
- ドラマ30 ※HD・字幕放送 - 同枠ではCBCテレビとの交互制作を実施。
  - いのちの現場から（1992年4月 - 5月）
    - いのちの現場から2（1994年1月 - 3月）
    - いのちの現場から3（1995年10月 - 11月）
    - いのちの現場から4（1996年12月 - 1997年2月）
    - いのちの現場から5（1998年3月 - 5月）
    - いのちの現場から6（1999年9月 - 11月）
    - いのちの現場から7（2001年5月 - 7月）
    - 新・いのちの現場から （2004年3月 - 5月）
      - 新・いのちの現場から2（2006年4月 - 5月）

  - ある日突然…（1992年8月 - 10月）
  - 命の旅路（1992年11月 - 1993年1月）
  - いのちを訪ねて（1993年5月 - 7月）
  - 命ささえて（1993年10月 - 11月）
  - 婚姻関係（1994年3月 - 5月）
  - 野々山家の人々（1994年8月 - 9月）
    - 野々山家の人々RETURN（1995年5月 - 7月）

  - 命いずこへ（1994年11月 - 1995年1月）
  - 愛の産科（1996年1月 - 3月）
  - もう大人なんだから!（1996年4月 - 5月）
  - 命つないで（1996年8月 - 9月）
  - あしたは晴れる（1997年6月 - 8月）
  - 車いすの金メダル（1998年2月 - 3月）
  - 幽霊ママ（1998年8月）
  - 命賭けて（1998年11月 - 1999年1月）
  - ああ嫁姑（1999年5月 - 7月）
  - いばらの償い（2000年1月 - 3月）
  - 離婚計画〜いつか愛したあなたへ〜（2000年3月 - 5月）
  - ふしぎな話（2000年7月 - 8月）
    - カントリーロード
    - 三つの願い
    - ゴーストティーチャー
    - 南の島の伝説（いいつたえ）

  - ディア・ゴースト（2000年8月 - 9月）
  - 君のままで（2000年12月 - 2001年2月）
  - ひとりじゃないの（2001年10月 - 11月）
  - ピュア・ラブ（2002年1月 - 3月）
    - ピュア・ラブII（2002年11月 - 2003年1月）
    - ピュア・ラブIII（2003年9月 - 11月）

  - おかみさんドスコイ!!（2002年4月 - 5月）
  - ドレミソラ（2002年7月 - 9月）
  - ショコラ（2003年5月 - 7月）
  - 桜咲くまで（2004年1月 - 3月）
  - 虹のかなた（2004年8月 - 10月）
  - メモリー・オブ・ラブ（2004年12月 - 2005年2月）
  - ヤ・ク・ソ・ク（2005年5月 - 7月）
  - デザイナー（2005年10月 - 11月）
  - 銭湯の娘!?（2006年1月 - 3月）
  - がきんちょ〜リターン・キッズ〜（2006年8月 - 9月）
  - 家族善哉（2006年11月 - 2007年1月）
  - 暖流（2007年4月 - 6月）
  - お・ばんざい!（2007年9月 - 10月）
  - 京都へおこしやす!（2008年1月 - 2月）
  - ナツコイ（2008年6月 - 8月）
- ひるドラ ※HD・字幕放送 - 同枠ではCBCテレビとの交互制作を実施。
  - パンダが町にやってくる（2008年11月 - 12月）
  - おちゃべり（2009年3月）
- エプロンおばさん
- おーい雲!
- 男になりたい
- 結婚Uターン
- 火曜21時枠
  - 鬼龍院花子の生涯
- 怒濤日本史（火曜22時枠、NET系列時代）
- テレビ文学館 -名作に見る日本人-（火曜22時枠、NET系列時代）
- 恋歌
- テレビスター劇場（火曜22時枠、NET系列時代）
  - うちの女房の場合は
  - 愛の誤算
  - 産科・歯科
  - 気になる関係
  - あなたならどうする
  - 未婚・結婚・未再婚
  - もめん・きぬごし
  - もうひとつの愛
  - 華麗なる一族 - 2007年のTBS制作版も「日曜劇場」で放送。
- 水曜22時枠（腸捻転解消後）
  - 青銅の花びら
  - 放浪家族
  - 禁じられた美徳
  - 青春の門 第1部（筑豊編）→第2部（自立編）
  - 愛と憎しみの宴
  - 天北原野
  - 分水嶺
  - 幸福の断章
  - 風をみた女
  - 不毛地帯
  - 旅立ちは愛か
  - 未亡人
  - さよならお竜さん
  - ミセスとぼくとセニョールと!〜夢飛行〜 → 春の訪問者・ミセスとぼくとセニョールと!
  - 結婚したい女
    - 結婚したい女2

  - うわさの淑女
  - 日本悪妻に乾杯!
  - 秋なのにバラ色
  - カムバック・ガール
  - 人情紙風船
  - ガラスの知恵の輪
  - 男と女のあいだには
  - はじめまして・再婚
  - ちょっと噂の女たち
  - 男はたいへん
  - 夜光の階段
  - シリーズ・水曜の女
    - 擬装結婚
    - 赤い足音
    - ひと夏の復讐

  - さよならを教えて
  - 弦鳴りやまず
  - 生きて行く私
  - 週末だけの恋人
  - やさしい闘魚たち
- 木曜20時枠（昭和）
  - カツドウ屋一代
  - 喧嘩太郎
  - おやじは大学一年生
- 木曜20時枠（平成）
  - オレたちのオーレ!
- 大丸名作劇場（木曜21時枠前半、NET系列時代）
  - 虞美人草
  - 二十四の瞳
  - 若草物語
- 木曜22時枠（木曜座） - 1978年4月から同年6月までMBS制作枠として放送。その後はTBS[1] 制作枠へと移行して、1980年に一時MBS制作枠へ再移行してから、1981年1月にMBS制作枠へ正式に移行。
  - 華やかな孤独
  - 逢いたくて
  - 微笑天使
  - 夜の花火
  - 虹色の森
  - いつか黄昏の街で
  - 愛の別れ道
  - さりげなく憎いやつ
  - 家族の神話
  - 愛を裁けますか
  - 誰かが私を愛してる
- 金曜21時枠連続ドラマ（NET系列時代）
  - すいーとぽてと → 大学いも物語
  - 花よりだんご
  - 寝顔が可愛い
  - サスペンスシリーズ
  - もってのほか → もってのほか 姉妹菊の章
- 土曜22時枠
  - 影同心シリーズ - 朝日放送テレビとのネット交換により、当時「必殺シリーズ」が放送されていたこの時間帯に同じような時代劇が制作された。
  - 隠し目付参上
  - 江戸特捜指令
  - 角川書店枠
    - 横溝正史シリーズ
      - 犬神家の一族
      - 本陣殺人事件
      - 三つ首塔
      - 悪魔が来りて笛を吹く
      - 獄門島
      - 悪魔の手毬唄
      - 八つ墓村
      - 真珠郎
      - 仮面舞踏会
      - 不死蝶
      - 夜歩く
      - 女王蜂
      - 黒猫亭事件
      - 仮面劇場
      - 迷路荘の惨劇

    - 森村誠一シリーズ
      - 腐蝕の構造
      - 暗黒流砂
      - 人間の証明
      - 青春の証明
      - 野性の証明

    - 高木彬光シリーズ
      - 検事霧島三郎
      - 白昼の死角

    - 黒岩重吾シリーズ
      - 女の樹林
      - 水の中の砂漠
      - 裂けた星
      - 愛の装飾
      - 女の熱帯

  - 雪姫隠密道中記 - 土曜22時枠ドラマの最終作。
- 日曜20時枠連続ドラマ（NET系列時代）
  - はちまき大将
- JTドラマBOX
  - ビーナスハイツ
  - 泣きたい夜もある
  - デザートはあなた
  - 君に伝えたい
- ドラマイズム
  - ディアスポリス 異邦警察
  - OLですが、キャバ嬢はじめました
  - 彼岸島 Love is over
  - 拝啓、民泊様。
  - 咲-Saki-
    - 咲-Saki- 阿知賀編 episode of side-A

  - ホクサイと飯さえあれば
  - 笑う招き猫
  - ファイナルファンタジーXIV 光のお父さん
  - 怪獣倶楽部〜空想特撮青春記〜
  - マジで航海してます。
    - マジで航海してます。〜Second Season〜

  - 伊藤くん A to E
  - 恋する香港
  - 目玉焼きの黄身 いつつぶす?
  - わたしに××しなさい!
  - 兄友
  - やれたかも委員会
  - 覚悟はいいかそこの女子。
  - 文学処女
  - ルームロンダリング
  - この恋はツミなのか!?
  - ゆうべはお楽しみでしたね
  - BACK STREET GIRLS ゴクドルズ
  - 都立水商!〜令和〜
  - スカム
  - REAL⇔FAKE
  - 左ききのエレン
  - SEDAI WARS
  - 死にたい夜にかぎって
  - 映像研には手を出すな!
  - そのご縁、お届けします-メルカリであったほんとの話-
  - 年の差婚
  - ガールガンレディ
  - サレタガワのブルー
  - トーキョー製麺所
  - 凛子さんはシてみたい
  - ＃居酒屋新幹線
    - ＃居酒屋新幹線2

  - liar
  - 明日、私は誰かのカノジョ
    - 明日、私は誰かのカノジョ シーズン2

  - ロマンス暴風域
  - 生き残った6人によると
  - 闇金ウシジマくん外伝 闇金サイハラさん
  - REAL⇔FAKE Final Stage
  - 美しい彼 シーズン2
  - 往生際の意味を知れ!
  - DIY!!-どぅー・いっと・ゆあせるふ-
  - 灰色の乙女
  - マイホームヒーロー
  - 恋をするなら二度目が上等
  - 滅相も無い
  - 墜落JKと廃人教師 Lesson2
  - 完璧ワイフによる完璧な復讐計画
  - その着せ替え人形は恋をする - アニメ版は読売テレビで放送。
  - レッドブルー
  - アポロの歌
- ドラマ特区
  - カカフカカ-こじらせ大人のシェアハウス-
  - コーヒー&バニラ
  - カフカの東京絶望日記
  - あおざくら 防衛大学校物語
  - ねぇ先生、知らないの?
  - ホームルーム
  - ピーナッツバターサンドウィッチ
  - 俺たちはあぶなくない〜クールにさぼる刑事たち
  - 社内マリッジハニー
  - 夢中さ、きみに。
  - 西荻窪 三ツ星洋酒堂
  - RISKY
  - ラブファントム
  - 初情事まであと1時間
  - どうせもう逃げられない
  - 美しい彼 - Season2は「ドラマイズム」枠で放送。
  - たびくらげ探偵日記
  - あせとせっけん
  - モトカレ←リトライ
  - 教祖のムスメ
  - FLAIR BARTENDER'Z
  - 少年のアビス
  - 恋と弾丸
  - あなたは私におとされたい
  - バツイチがモテるなんて聞いてません
  - 墜落JKと廃人教師 - Season2は「ドラマイズム」枠で放送。
  - 犬と屑
  - 結婚予定日
  - 君となら恋をしてみても
  - サブスク不倫
  - 彼女と彼氏の明るい未来
  - シンデレラ・コンプレックス
  - ゴーストヤンキー
  - 過保護な若旦那様の甘やかし婚
  - 彩香ちゃんは弘子先輩に恋してる
  - 愛人転生 -サレ妻は死んだ後に復讐する-
  - 初めましてこんにちは、離婚してください
  - ふったらどしゃぶり
- ドラマシャワー
  - 不幸くんはキスするしかない!
  - 先輩、断じて恋では!
  - 高良くんと天城くん
  - 永遠の昨日
    - 永遠の昨日 完全版

  - 飴色パラドックス
  - ジャックフロスト
  - 4月の東京は…
  - 体感予報
  - ワンルームエンジェル
  - 佐原先生と土岐くん
  - マイストロベリーフィルム
- ドラマフィル
  - 奪われた僕たち
  - ビジネス婚-好きになったら離婚します-
  - 三ツ矢先生の計画的な餌付け。
  - スメルズ ライク グリーン スピリット
  - ラブライブ!スクールアイドルミュージカル the DRAMA
  - コールミー・バイ・ノーネーム
- エリアコードドラマ06
  - CRANE 突然の訪問者
  - FM999 真夏のレディオガール
  - 異人館通りの聖夜
  - CALL ME!暗闇にベル
- 金曜ナイト劇場
  - 漂流ネットカフェ
  - 帝王
  - 新撰組PEACE MAKER
- その他の深夜ドラマ
  - シリーズ化作品
    - 深夜食堂 - 第4部迄、第1部は「金曜ナイト劇場」枠で放送。
    - 親孝行プレイ
      - 子育てプレイ

    - クロヒョウ 龍が如く新章
      - クロヒョウ2 龍が如く 阿修羅編

    - 闇金ウシジマくん - Season3は「ドラマイズム」枠で放送。
    - コドモ警察
      - コドモ警視

    - 女くどき飯
      - 女くどき飯 Season2

  - 執事喫茶にお帰りなさいませ
  - あり得ない!
  - アザミ嬢のララバイ
  - MM9-MONSTER MAGNITUDE-
  - サイン
  - 三代目明智小五郎〜今日も明智が殺される〜
  - 土俵ガール!
  - カルテット
  - 素敵な夢を叶えましょう
  - スイッチを押すとき
  - 天使の悪戯
  - 蛙男商会のホラーナイト
  - マッスルガール!
  - 荒川アンダー ザ ブリッジ
  - 家族八景 Nanase,Telepathy Girl's Ballad
  - ドラゴン青年団
  - 戦国BASARA-MOONLIGHT PARTY-
  - 花のズボラ飯
  - タンクトップファイター
  - 悪霊病棟
  - 彼岸島
  - 新解釈・日本史
  - アゲイン!!
  - REPLAY & DESTROY
  - シメシ
  - となりの関くんとるみちゃんの事象
  - JKは雪女
  - 監獄学園-プリズンスクール-
  - 神奈川県厚木市 ランドリー茅ヶ崎
  - 女子高生、僧になる。
- 単発
  - 鶴亀先生
  - 渚に死のうと書いたとき - 「東芝日曜劇場」内
  - てだのふあ・おきなわ亭 - 文化庁芸術祭参加作品
  - 嵐立つなり
  - チャオチャオたこかいな〜たこやきルネッサンスや。〜 - セゾングループスペシャル
  - 千利休 〜春を待つ雪間草のごとく〜
  - 藤山寛美物語 - 毎日放送開局40周年記念企画、8月28日の「テレビCMの日」記念ドラマ。
  - 紅い稲妻 人見絹枝 - 毎日新聞創刊120周年記念ドラマスペシャル
  - 夫の宿題 - 遠藤周作の生涯を描いたドラマ。
  - メッセージ〜伝説のCMディレクター・杉山登志〜 - 毎日放送開局55周年記念企画、8月28日の「テレビCMの日」記念ドラマ。
  - 21歳の別離
  - 筆談ホステス
  - トイレの神様
  - 花嫁の父
  - 奇跡のホスピス〜人生の"わすれもの"ってなんですか?〜
  - リセット〜本当のしあわせの見つけ方〜
  - 母。わが子へ
  - 最強のオンナ
  - わが家
  - 最高のオヤコ
  - しあわせの記憶
  - 俺は浪花の漫才師 - TBSとの共同制作。
  - おふくろ先生の診療日記 - TBSとの共同制作。
  - 遺品整理人 谷崎藍子 - TBSとの共同制作。
  - みなと署落とし物係 秘密捜査官 危険な二人 - TBSとの共同制作。
  - 命〜天国のママへ〜 - TBSやBS-TBSとの共同制作。
- 関西ローカル
  - ダウンタウン物語
  - 家にはじめて行ってみた
- 東京12チャンネルへのネット作品
  - 風雲児半次郎
  - いつでも君は（1967年10月 - 1968年3月）
    - 同名主題歌（歌・水前寺清子）のレコードジャケットには「MBS・NET系」とあり、当初、関東広域圏ではNETにネットする予定だったのが、ゴールデンタイムのMBS制作枠の増枠を巡りNET側と調整が付かず、東京12チャンネルに変更された。

  - 歌謡曲だよ人生は
- TOKYO MXへのネット作品
  - RUN60（2012年4月 - 6月）

### 再放送枠
連続ドラマの再放送枠
- 特選ミステリー劇場（不定期放送）

## 特撮

### 放送終了した番組
- 全国ネット
  - 鉄腕アトム - フジテレビ系列にて放送された。
  - 魔女はホットなお年頃
  - 仮面ライダーシリーズ - 初期作（アマゾンまで）はNET系列にて放送されていたが、ネットチェンジに伴いNETの関西系列局が朝日放送テレビ､TBSの関西系列局もMBSとなったことで『ストロンガー』以降の作品はTBS[1] 系列にて放送された。『クウガ』以降の作品はNET改めテレビ朝日に制作権を譲渡、純粋なテレ朝系列での放送となり、関西では朝日放送テレビでの放映となり現在に至る。なお、テレビ朝日はシリーズを共同制作する東映が大株主である。
    - 仮面ライダー
    - 仮面ライダーV3
    - 仮面ライダーX
    - 仮面ライダーアマゾン - ここまでNET系列
    - 仮面ライダーストロンガー - ここからTBS系列
    - 仮面ライダー (スカイライダー)
    - 仮面ライダースーパー1
    - 仮面ライダーBLACK
      - 仮面ライダーBLACK RX

  - 変身忍者 嵐
  - ジャンボーグA
  - 宇宙鉄人キョーダイン
  - 大鉄人17
  - ウルトラシリーズ - 『ウルトラマン80』まではTBS、『ウルトラマンネクサス』からはCBCテレビが制作をそれぞれ担当。「ウルトラマンボーイのウルころ」と「ウルトラマン列伝」以降はテレビ東京（TXN）系列、在阪準キー局ではテレビ大阪へ移動。
    - ウルトラマンティガ
    - ウルトラマンダイナ
    - ウルトラマンガイア
    - ウルトラマンコスモス

  - 古代少女ドグちゃんシリーズ
- 一部地域ネット
  - ボイメン新世紀 祭戦士ワッショイダー - CBCテレビ・BS11と共に製作委員会へ参加。
- 特別番組
  - 全員集合!7人の仮面ライダー!!
  - 不滅の仮面ライダースペシャル
  - 10号誕生!仮面ライダー全員集合!!

### 特撮関連項目
- 東映、石ノ森章太郎、円谷プロダクション

## アニメ
系列外ネット、もしくは外部製作のUHFアニメは除く。

### 現在放送中の番組
- 東京リベンジャーズ 天竺編 （アニメ特区）、水 2:30 - 3:00 （火曜深夜）
- 呪術廻戦（毎日放送の深夜アニメ枠）、木 23:56 - 金 0:26（木曜深夜）
- アンデッドアンラック（スーパーアニメイズム、土 1:23  - 1:53（金深夜））
- はめつのおうこく（アニメイズム B1、土 1:53 - 2:23（金深夜））
- カノジョも彼女 Season 2（アニメイズム B2、土 2:23 - 2:53（金深夜））
- 終末のワルキューレII（後編）、土 2:53 - 3:23（金深夜））
- シャングリラ・フロンティア（日5、日 17:00 - 17:30）

### 放送終了した番組
- NET系列時代
  - おそ松くん - MBS初にして在阪局初の自局製作アニメ。2002年にCS放送・TBSチャンネルで放送された。
  - ものしり大学 明日のカレンダー - 第2期はJNN（TBS系列）へネットチェンジ後に放送
  - 佐武と市捕物控
  - かみなり坊やピッカリ・ビー
  - ファイトだ!!ピュー太
  - キリンものしり大学 マンガ人物史
  - 世界ものしり旅行
  - ジャングル黒べえ
  - エースをねらえ!
  - 昆虫物語 新みなしごハッチ
  - ジムボタン
  - キリンのものしり館 - JNN（TBS系列）にネットチェンジ後も放送
  - まんが日本昔ばなし - 同上
- JNN（TBS系列）ネットチェンジ後
  - わんぱく大昔クムクム
  - まんが 花の係長
  - まんが偉人物語
  - まんがこども文庫
  - 愛の学校クオレ物語
  - じゃりン子チエ
    - チエちゃん奮戦記 じゃりン子チエ

  - ワンワン三銃士
  - 愛の戦士レインボーマン
  - 超時空シリーズ
    - 超時空要塞マクロス
      - マクロス7
      - マクロスF(frontier) - 深夜アニメ作品
      - マクロスΔ - UHFアニメ

    - 超時空世紀オーガス
    - 超時空騎団サザンクロス

  - 銀河漂流バイファム
    - 銀河漂流バイファム13 - MBS・CBCテレビ・関東地区独立局という組み合わせで初めて放送された深夜アニメ作品。UHFアニメ扱い。

  - 三丁目の夕日
  - 3丁目のタマ うちのタマ知りませんか?
  - ムカムカパラダイス
  - とんでぶーりん
  - ママはぽよぽよザウルスがお好き
  - ゾイド -ZOIDS-
    - ZOIDS新世紀Ø
    - ゾイドワイルド

  - ガンダムシリーズ
    - 機動戦士ガンダムSEED
    - 機動戦士ガンダムSEED DESTINY
    - 機動戦士ガンダム00 - 2クールずつに分けて放送。第1期は土6枠の最終作品、第2期は日5へ移動。
    - 機動戦士ガンダムAGE
    - 機動戦士ガンダム 鉄血のオルフェンズ
    - ガンダム Gのレコンギスタ - 深夜アニメ作品

  - 鋼の錬金術師
    - 鋼の錬金術師 FULLMETAL ALCHEMIST

  - 交響詩篇エウレカセブン
    - エウレカセブンAO - 深夜アニメ作品

  - BLOOD+
  - 天保異聞 妖奇士 - 土6枠アニメ作品で初めて打ち切りとなった。
  - 地球へ…
  - STAR DRIVER 輝きのタクト
  - 青の祓魔師
  - 青の祓魔師 京都不浄王篇
  - マギ
    - マギ シンドバッドの冒険 - 深夜アニメ作品

  - 宇宙戦艦ヤマト2199
  - ハイキュー!!
    - ハイキュー!! セカンドシーズン - 深夜アニメ作品、UHFアニメ
    - ハイキュー!! 烏野高校 VS 白鳥沢学園高校 - 深夜アニメ作品、UHFアニメ
    - ハイキュー!! TO THE TOP - 深夜アニメ作品。

  - 七つの大罪
    - 七つの大罪 聖戦の予兆
    - 七つの大罪 戒めの復活  - 次シリーズ「神々の逆鱗」以降はテレビ大阪へ移行。

  - アルスラーン戦記
    - アルスラーン戦記 風塵乱舞

  - 僕のヒーローアカデミア - 第2期以降は読売テレビへ移行。
  - サクラ大戦 - TBSとの共同製作
  - 無敵王トライゼノン - TBS・CBCテレビとの共同製作
  - 逮捕しちゃうぞ SECOND SEASON - TBS・CBCテレビとの共同製作
  - RAVE - TBS・CBCとの共同製作
  - GetBackers-奪還屋- - TBS製作、MBS製作協力
  - おおきく振りかぶって - TBS[1] との共同製作、MBSのみ全日枠放送。
    - おおきく振りかぶって 〜夏の大会編〜 深夜アニメ、TBSとの共同製作

  - 100%パスカル先生
  - プリプリちぃちゃん!!
- 深夜アニメ（外部製作UHFアニメは除く）
  - アニメ浪曲紀行 清水次郎長伝
  - コードギアス 反逆のルルーシュ - MBS製作深夜アニメでTBSへ逆ネットされた初の作品
    - コードギアス 反逆のルルーシュR2 - 日5枠の第1号作品、TBS系アニメにおいて、深夜枠から全日枠に移動したのはこれが初

  - 小松左京アニメ劇場 - MBS初の自社制作深夜アニメ、深夜アニメ草創期の1989年に放送
  - フォーチュン・クエストL - 腸捻転解消後の作品だが、テレビ東京へネット
  - デビルマンレディー - UHFアニメ
  - マイアミ☆ガンズ - UHFアニメ
  - 成恵の世界 - UHFアニメ
  - DARKER THAN BLACK -黒の契約者- - MBS製作新作アニメ初のハイビジョン制作作品
    - DARKER THAN BLACK -流星の双子-

  - 灼眼のシャナII -Second- - 第1期、第3期は外部制作のUHFアニメ
  - テイルズ オブ ジ アビス - UHFアニメ
  - 戦国BASARA - CBCテレビとの共同製作深夜アニメ
    - 戦国BASARA弐 - 日5枠全国ネット、MBS単独製作

  - バスカッシュ!
  - 黒執事
    - 黒執事II
    - 黒執事 Book of Circus

  - 秘密結社鷹の爪 カウントダウンテレビ朝日・SBSと共同で製作委員会に参加
    - 秘密結社鷹の爪 外伝 むかしの吉田くん ※関西ローカル

  - デュラララ!!
    - デュラララ!!×2 承 - UHFアニメ
    - デュラララ!!×2 転 - UHFアニメ
    - デュラララ!!×2 結 - UHFアニメ

  - Angel Beats! - CBC製作、MBS製作委員会参加
  - 刀語 - フジテレビ製作、MBS企画協力
  - 咎狗の血
  - 魔法少女まどか☆マギカ - 東日本大震災報道特別番組などの影響でMBS、TBS、CBCテレビの本放送では10話で放送休止（後日特別編成で放送）。関連作品のマギアレコード 魔法少女まどか☆マギカ外伝 (アニメ)は製作に参加していないものの近畿広域圏ではMBSで放送。
  - Aチャンネル
  - Dororonえん魔くん メ〜ラめら
  - TIGER & BUNNY - UHFアニメ、テレビアニメ史上初のUstream連動放送を実施
  - BLOOD-C
  - 輪るピングドラム
  - セイクリッドセブン - UHFアニメ
  - Persona4 the Animation
    - Persona4 the Golden Animation

  - 妖狐×僕SS
  - 黒子のバスケシリーズ - BS11製作委員会参加・MBS製作協力のUHFアニメ
  - 夏色キセキ
  - じょしらく
  - K
    - K RETURN OF KINGS

  - さくら荘のペットな彼女 - MBS・アニマックス製作委員会参加のUHFアニメ
  - ビビッドレッド・オペレーション
  - 絶園のテンペスト
  - DEVIL SURVIVOR 2 the ANIMATION
  - 進撃の巨人 - 第1期 - 第2期を放送。第3期以降はNHK総合へ移るも製作委員会には参加。UHFアニメ
    - 進撃!巨人中学校 - UHFアニメ

  - 革命機ヴァルヴレイヴシリーズ
  - ダンガンロンパ 希望の学園と絶望の高校生 The Animation
  - 恋愛ラボ
  - キルラキル
  - ニセコイ - UHFアニメ
    - ニセコイ - UHFアニメ

  - 世界征服〜謀略のズヴィズダー〜 - UHFアニメ
  - 鬼灯の冷徹
  - 悪魔のリドル
  - シドニアの騎士
    - シドニアの騎士 第九惑星戦役

  - キャプテン・アース - UHFアニメ
  - アオハライド - BS11・MBS制作委員会参加のUHFアニメ
  - 結城友奈は勇者である -結城友奈の章-
    - 結城友奈は勇者である -鷲尾須美の章-
    - 結城友奈は勇者である -勇者の章-
    - 結城友奈は勇者である ちゅるっと!

  - 蒼穹のファフナー EXODUS
  - ローリング☆ガールズ - UHFアニメ
  - ユリ熊嵐 - UHFアニメ
  - Classroom☆Crisis
  - 食戟のソーマ
    - 食戟のソーマ 弐ノ皿 - UHFアニメ

  - 血界戦線 - UHFアニメ
    - 血界戦線 & BEYOND - UHFアニメ

  - Charlotte - TOKYO MX・BS11・MBS制作委員会参加のUHFアニメ
  - 亜人
  - 昭和元禄落語心中
    - 昭和元禄落語心中 -助六再び篇-

  - 迷家-マヨイガ-
  - 田中くんはいつもけだるげ - UHFアニメ
  - 91Days
  - Rewrite - UHFアニメ
  - DAYS - UHFアニメ
  - 風夏 - UHFアニメ
  - ALL OUT!! - UHFアニメ
  - ベルセルク - UHFアニメ
  - 神撃のバハムート VIRGIN SOUL
  - Fairy gone フェアリーゴーン
  - 十二大戦 - UHFアニメ
  - 将国のアルタイル
  - ボールルームへようこそ - UHFアニメ
  - 宝石の国 - UHFアニメ
  - キリングバイツ
  - BEATLESS
    - BEATLESS Final Stage

  - 魔法少女サイト
  - ハッピーシュガーライフ
  - ぐらんぶる
  - 刀使ノ巫女
    - みにとじ

  - ハイスコアガール
    - ハイスコアガールII

  - 重神機パンドーラ
  - 寄宿学校のジュリエット
  - SSSS.GRIDMAN - UHFアニメ扱い
  - RELEASE THE SPYCE - UHFアニメ扱い
  - 色づく世界の明日から
  - ドメスティックな彼女
  - 魔法少女特殊戦あすか
  - 川柳少女
  - みだらな青ちゃんは勉強ができない
  - ひとりぼっちの○○生活
  - かぐや様は告らせたい〜天才たちの恋愛頭脳戦〜 - UHFアニメ
    - かぐや様は告らせたい?〜天才たちの恋愛頭脳戦〜 - UHFアニメ

  - 炎炎ノ消防隊
    - 炎炎ノ消防隊 弐ノ章

  - グランベルム
  - 歌舞伎町シャーロック
  - ランウェイで笑って
  - LISTENERS リスナーズ
  - 波よ聞いてくれ
  - 乙女ゲームの破滅フラグしかない悪役令嬢に転生してしまった… - UHFアニメ
    - 乙女ゲームの破滅フラグしかない悪役令嬢に転生してしまった…X

  - ケンガンアシュラ - UHFアニメ扱い
  - アルゴナビス from BanG Dream!
  - 彼女、お借りします（ドラマ版は朝日放送テレビで放送）
  - GETUP! GETLIVE! #げらげら
  - 呪術廻戦
  - 犬と猫どっちも飼ってると毎日たのしい
  - ブルーピリオド
  - でーじミーツガール
  - からかい上手の高木さん3
  - 100万の命の上に俺は立っている - UHFアニメ
  - 憂国のモリアーティ
  - 俺だけ入れる隠しダンジョン
  - プレイタの傷
  - ましろのおと
  - SSSS.DYNAZENON - UHFアニメ
  - すばらしきこのせかい The Animation
  - よるわまわるよ
  - イジらないで、長瀞さん - UHFアニメ
  - 俺、つしま
  - カノジョも彼女
  - 東京リベンジャーズ - UHFアニメ
  - 月が導く異世界道中
  - BLUE REFLECTION RAY/澪
  - Deep Insanity THE LOST CHILD
  - 白い砂のアクアトープ
  - 境界戦機
  - ビルディバイド -#000000-
  - 海賊王女
  - サクガン
  - 女神のカフェテラス
  - 終末のワルキューレ
  - 機動戦士ガンダム 水星の魔女
  - 彼女、お借りします（第3期）
  - AIの遺電子
  - デキる猫は今日も憂鬱

### 毎日放送アニメ枠一覧
アニメシャワー（日曜未明（土曜深夜））、アニメイズム（金曜未明（木曜深夜）→土曜未明（金曜深夜））、アニメ特区（火曜未明（月曜深夜）→水曜未明（火曜深夜））、アニメサタデー630第1部（終了、MBS・TBS系全国ネット）、毎日放送土曜17時台枠のアニメ（終了、MBS・TBS系一部地域ネット）、毎日放送制作土曜夕方6時枠のアニメ（終了、MBS・TBS系全国ネット）、毎日放送制作日曜夕方5時枠のアニメ（MBS・TBS系全国ネット）など

## 海外作品

### 放送終了した番組
- テキサン
- ゴーゴー・フラバルー
- デイトで踊ろう
- 西部の用心棒
- ガンマン無用
- 世紀のデット・ヒート
- バックス・バニー劇場
- かわいい魔女ジニー
- 奥さまは魔女
- アーチーでなくちゃ!

## 通販番組

### 現在放送中の番組
- 関西ローカル
  - カチモ
  - セレクト!カチモ
  - よりどりマーケット（月 - 金 9:55 - 10:24、祝日のみ 9:55 - 10:50） - 火・木・祝日はジャパネットたかたテレビショッピングの生放送（TBS以外の一部同系列と同時放送）
  - ショップ400（火 - 金 4:00 - 4:30）
  - ショップ430（月 - 金 4:30 - 5:00）
  - ショップ445（土・日 4:45 - 5:15）
  - ワールドコレクションゴールド（火・水・木・金 深夜不定時） - 15分間から30分間放送される場合あり。
  - よふかしショッピング - 深夜の全番組放送終了後に不定期に放送。
    - はやおきショッピング

  - カイモノラボ（火 3:40 - 3:55 他）

### 放送終了した番組
- 一部地域ネット
  - よしもと!Shall Weショッピング
- 関西ローカル
  - なるほど!
  - はっぴーまる得マーケット
  - ワールドコレクション
  - なるほど!市場
  - 板東英二の欲バリ市場（バザール）
    - 板東英二の欲バリ王国（ランド）
    - 板東英二の欲バリ広場（プラザ）
    - 板東英二の欲バリ家（ハウス）
    - 朝から欲バリ

  - コレキメ
  - テレビショップ955 - ジャパネットたかたテレビショッピングの生放送の場合と同番組の録画放送の場合があった。
  - 朝のイチオシ!
  - ビューティ コンシェルジュ
  - ほしおび

## その他

### 現在放送中の番組
- 全国ネット
  - 年末年始放送の特別番組 - 年末は12月第4週目にあたる平日深夜60分弱[6]、年始は1月2日夕方に90分弱で、1月3日朝に60分弱で放送されている特別番組。1月3日朝予定分の代替として1月10日の「日曜劇場」『となりのマエストロ』枠を使って新春ドラマスペシャル『筆談ホステス』を21:00 - 23:09に放送していた[7][8][9]。
  - 土曜日14:00 - 15:24に時々放送される単発特番（ただし、新潟放送のみ2時間遅れの16:00 - 17:24に時差送出で放送）[10] と日曜日14:00 - 16:54に放送される単発特番[11][12]
- 関西ローカル
  - 春一番!笑売繁盛 - 正月特別番組。
  - 阪神淡路大震災犠牲者追悼式典中継番組 - 毎年1月17日の発災時刻5時46分前後に放送。平日の場合『THE TIME,』は一部分を非ネットに変更。放送しない場合もあり。

### 放送終了した番組
- 金曜名画座
- 賭ケグルイ - アニメ版とドラマ版が何れもこの局でシリーズ化。
- 荒ぶる季節の乙女どもよ - アニメ版とドラマ版が何れもこの局で放送。
- ホリミヤ - アニメ版とドラマ版が何れもこの局で放送。
- 激突！お正月騒乱絵巻上岡vs板東vsたかじんvsノック
- 道場六三郎が行く!

## TBS系列時差ネット番組
- ドキュメンタリー「解放区」（『報道の魂』シリーズ、毎月第3日 5:10 - 6:10）
- TBSスター育成プロジェクト 私が女優になる日（月 1:25 - 1:55〈日深夜〉）

## その他
- ヤマノススメ Next Summit（アニメ特区、水 2:00 - 3:00〈火深夜〉）
- ポプテピピック TVアニメーション作品第二シリーズ（アニメ特区、水 3:00 - 3:30〈火深夜〉）
- 月が導く異世界道中（アニメ特区、水 3:30 - 4:00〈火深夜〉）
- うちの師匠はしっぽがない（アニメシャワー、日 2:08 - 2:38〈土深夜〉）
- 悪役令嬢なのでラスボスを飼ってみました（アニメシャワー、日 2:38 - 3:08〈土深夜〉）
- ぼっち・ざ・ろっく!（アニメシャワー、日 3:08 - 3:38〈土深夜〉）
- SSSS.GRIDMAN（アニメシャワー、日 3:38 - 4:08〈土深夜〉）

## 本社機能が千里丘放送センターにあった頃放送されていたネット番組
☆の番組は同時ネット。

★の番組は時差ネット。

◇の番組は茶屋町に移転してからもしばらくネットされていた。
- 毎日新聞ニュース[2] - 『3社ニュース』の日本テレビ版も放送。
- チャージマン研! - 腸捻転解消前。
- ☆8時だョ!全員集合 → ☆◇加トちゃんケンちゃんごきげんテレビ
- ☆ザ・チャンス!
- ☆ぴったしカン・カン
- ☆サウンド・イン"S"
- ☆ザ・ベストテン - MBSからの中継は斎藤努 → 青木和雄 → 増田一樹・三上智恵 →鈴江香が追っかけマン・ウーマンを担当。
- ☆◇輝く!日本レコード大賞 - 現在でも放送中。
- ☆◇クイズ100人に聞きました
- ☆ブラザー劇場
- ☆◇わいわいスポーツ塾
- ☆◇わくわく動物ランド
- ☆◇料理天国
- ☆◇クイズダービー
- ウルトラシリーズ
  - ☆ザ☆ウルトラマン
  - ☆ウルトラマン80
- ☆JNNニュースコープ → ☆◇JNNニュースの森 - 現在の『Nスタ』枠。
- ☆◇世界・ふしぎ発見! - 現在でも放送中。
- ☆◇サンデーモーニング - 現在でも放送中。
- ☆◇アッコにおまかせ! - 現在でも放送中。
- ☆◇愛の劇場
- ☆家族そろって歌合戦
- ☆◇CBC制作昼の連続ドラマ
- ☆◇ナショナル劇場
- ☆月曜ロードショー → ☆◇月曜ドラマスペシャル
- ☆◇金曜ドラマ - 現在でも放送中。
- ☆◇東芝日曜劇場 - 単発シリーズは1993年3月末に終了。- 現在でも連続ドラマとして放送中。
- ☆おはよう720→☆おはよう700→☆テレビ列島7時→☆朝のワイドX→☆朝のホットライン→☆ホットライン→☆THE WAVE - 現在の『THE TIME,』枠。
- ☆モーニングジャンボ奥さま8時半です→☆◇モーニングEye - 現在の『ラヴィット!』枠。
- ☆◇3時にあいましょう
- ☆◇キッチンパトロール
- ☆◇筑紫哲也 NEWS23 - 現在の『NEWS23』枠。
- ☆◇3年B組金八先生 - 第1シリーズから第3シリーズまで。
- ★◇そこが知りたい
- ☆明日がござる
- ☆夜明けの刑事
- ☆明日の刑事
- ☆噂の刑事トミーとマツ
- ☆水曜劇場
  - ☆ムー
    - ☆ムー一族
- ☆テレビシティ

## 腸捻転解消で朝日放送テレビから移行したネット番組
- JNNニュースコープ
- JNNニュースデスク
- 8時だョ!全員集合
- 奥さま広場
- 世界の子供たち
- 圭三訪問
- お笑い頭の体操[13]
- ナショナル劇場 - 『水戸黄門』第6部から。
- 東芝日曜劇場
- 花王 愛の劇場
- CBC制作昼の連続ドラマ
- モーニングジャンボおはよう地球さん
- 8時の空
- モーニングジャンボ奥さま8時半です
- ポーラテレビ小説
- ベルトクイズQ&Q
- 日本一のおかあさん
- 3時にあいましょう
- YKKアワー キックボクシング中継
- ブラザー劇場 - 『刑事くん』第4部の途中から。
- 月曜ロードショー
- オーケストラがやってきた
- サウンド・イン"S"
- ロッテ 歌のアルバム
- 時事放談 - 第2期は★。
- 兼高かおる世界の旅
- 家族そろって歌合戦
- 水曜劇場 - 久世光彦プロデュースの作品を中心に放送。MBS移行時は『時間ですよ 昭和元年』のラスト2話から。
- 金曜ドラマ
- バーディー大作戦 - 末期のみ。
- 木曜20時枠の連続ドラマ - MBS移行時は『ありがとう』（第4シリーズ）末期から。
- 鬼警部アイアンサイド - 第4シリーズの第10回以降。ただし、遅れネット。
- 七人の刑事 - 七人の刑事・特別編（『新・七人の刑事 永遠の少年』、『新・七人の刑事 月光仮面』、『新・七人の刑事 さらば友よ』）と1978年放送開始分以降。
- 夜明けの刑事
- 世界の結婚式 - 腸捻転時代にも編成によりMBSで放送。

## 腸捻転時代に放送されていたNET（現：テレビ朝日）制作のネット番組
☆は朝日放送テレビに移行した番組。★は完結およびネットチェンジ後に朝日放送テレビでも再放送された番組。
- ☆ANNニュース（MBSテレビがネットした時代は時間帯により『MBSニュース ANN』に改題。朝日放送テレビへの移行後はスポットニュース枠『ABCフラッシュニュース ANN』を除き改題を廃止）
- ☆モーニングショー - 腸捻転解消当時は『奈良和モーニングショー』
- ☆アフタヌーンショー
- ☆13時ショー
- ☆ワールドプロレスリング（関西地区開催の試合中継の制作協力も担当）[14]
- ☆クイズタイムショック
- ☆象印スターものまね大合戦
- ☆土曜映画劇場
- ☆日曜洋画劇場
- ☆特別機動捜査隊
- ☆ナショナルゴールデン劇場 - 一部作品は★
- ☆非情のライセンス - 第2シリーズの途中まで
- ☆破れ傘刀舟悪人狩り - 第1話から第26話までは★
- ☆がんばれ!!ロボコン - 第1話から第26話までは★
- ☆魔女っ子メグちゃん - 第1話から第51話までは★
- ☆ポーラ名作劇場
- ☆日本歌謡大賞 - 第5回（1974年）NET制作担当担当回ネット
- ☆ベスト30歌謡曲
- ☆おかずのクッキング
- ☆題名のない音楽会
- ☆ビッグスポーツ
- 23時ショー - 毎週金曜放送分はMBSも制作していたが、1971年12月31日放送分をもって終了した。それ以降はサンテレビと近畿放送で放送。
- ローハイド
- ララミー牧場
- ☆カリメロ
- 氷点 - 腸捻転解消後の1981年に、この局の「妻そして女シリーズ」でリメイク版を放送。
- ★遠山の金さん捕物帳
- ご存知遠山の金さん
- ご存知金さん捕物帳
- 荒野の素浪人
- 空手バカ一代
- ★魔法使いサリー（第1作）
- ★魔法のマコちゃん
- おじさま!愛です
- ★魔法使いチャッピー
- 狼少年ケン
- ハッスルパンチ
- 宇宙パトロールホッパ→パトロールホッパ・宇宙っ子ジュン
- サイボーグ009（第1作）
- ★ひみつのアッコちゃん（第1作）
- ★バビル2世
- ★さるとびエッちゃん
- ★ミラクル少女リミットちゃん
- ★デビルマン - NETテレビから26分版を同時ネット（後年の朝日放送テレビなどでの再放送は30分板で放送）
- ★ミクロイドS - NETテレビから26分版を同時ネット（後年の朝日放送テレビなどでの再放送は30分板で放送）
- ★キューティーハニー - NETテレビから26分版を同時ネット（後年の朝日放送テレビなどでの再放送は30分板で放送）
- 海賊王子
- アパッチ野球軍
- キングコング/001/7親指トム
- 川崎敬三の料理ジョッキー
- 七色仮面
- 百万人の英語 - ラジオ版が圧倒的に有名だが、放送開始当初はテレビ版も制作されており、MBSもネット受けした。ただし、ラジオ版はネットせず。
- ジャンボ尾崎のチャレンジゴルフ
- 女子プロチャレンジゴルフ
- ☆KBCオーガスタゴルフトーナメント（九州朝日放送制作）
- 皇太子明仁親王・正田美智子ご成婚関連特別番組（ラジオ東京テレビ〈現：TBSテレビ〉と日本教育テレビ〈NETの略称の公式制定前〉共同制作。朝日放送大阪テレビ〈現：朝日放送テレビ〉と並列放送）

ほか

## ANN離脱後に放送されたNET - テレビ朝日の番組
- ゆく年くる年（1978 - 1979年・1983 - 1984年・1988 - 1989年がテレビ朝日制作）
- 秘密結社鷹の爪 カウントダウン（2009年、テレビ朝日と静岡放送と共同で製作委員会に参加）
- 民放同時放送 一緒にやろう2020 大発表スペシャル（日本テレビ・テレビ朝日・TBSテレビ・フジテレビ・テレビ東京共同制作）

フジテレビを幹事に、2020年東京オリンピック共同企画として民放キー局5社が共同制作した番組。MBSテレビではTBSテレビ経由でネット受けした。

## 腸捻転時代に放送されていた東京12チャンネル（現・テレビ東京）のネット番組
☆は腸捻転解消後も番組販売扱いで引き続き放送された番組。
- 巨人の惑星
- ☆大江戸捜査網（日曜 15:00 - 15:55→土曜 13:00 - 13:55）
- プレイガール（月曜21時枠にて同時ネット）
  - ☆プレイガールQ（月曜21時枠→火曜22時枠 腸捻転時代は同時ネット）
- 世界びっくりアワー
- 日米対抗ローラーゲーム
- おさな妻
- 日本歌謡大賞 - 第2回（1971年）東京12チャンネル制作担当回ネット
- 人に歴史あり
- なつかしの歌声
- 田宮二郎ショー
- ゆく年くる年（1974 - 1975年が東京12チャンネル制作）

ほか

## 腸捻転解消〜テレビ大阪開局後に放送された東京12チャンネル→テレビ東京の番組
- ゆく年くる年（1979 - 1980年・1984 - 1985年が東京12チャンネル→テレビ東京制作）
- 忍者キャプター
- ドン・チャック物語 - 編成上の都合で関西テレビへ移行
- 貧乏神が! （2012年） - テレビ東京系アニメかつテレビ大阪開局後の作品であるが、本作品はMBSでのネットとなった。テレビ東京 あにてれ 貧乏神が! 「貧乏神が!」公式サイト

  - ※『カウボーイビバップ』は、テレビ東京系[15] と一部地方局[16] での本放送[17] 終了後に、WOWOWでノンスクランブル放送された完全版を放送した。

## 放送された独立局の番組
- 東京号泣教室 〜ROAD TO 2020〜 - TOKYO MXほかで放送
- リスアニ!TV（5th Season） - MUSIC ON! TV制作

ほかUHFアニメ多数

## 備考・選抜高等学校野球大会期間中の編成

### 日中
- 2002年までは大会期間中の試合を基本的には10時 - 11時台と14時 - 17時台（日曜は13 - 16時台）に中継し、12時 - 13時台は生中継を中断してスポンサー付き全国ネット番組を編成していた。ただし、土曜、準々決勝、準決勝と決勝に関しては昼のJNNニュースを挿んで中断なしとし、12時台（2002年当時平日は『ベストタイム』第2部、日曜は『アッコにおまかせ!』）の番組は休止、平日13時からの昼ドラマ枠（『愛の劇場』、『ドラマ30』（当時））はスポンサー付きで時差放送された。
※JNN協定で、通常は放送休止となった場合の代替放送は原則認められていないが、昼ドラマに関しては話数調整の関係もあり特別例外となっていた。
- しかし、2003年以後からは準々決勝までは地上波での中継は行わないことになった（インターネットでハイライト画像を配信、GAORAは生中継継続）。その関係で準々決勝開催日までは通常番組を放送することとなった。準決勝と決勝は引き続き生中継となる（2008年まで昼ドラの時差放送も継続）。
- また、生ワイド番組（『ひるおび』、『ゴゴスマ』など）は準決勝・決勝開催日は休止、もしくは短縮される。
- 連日生中継を実施していた頃は、全国ネットの土曜朝のワイドショー（土曜日と開会式がかち合った場合のみ、『いい朝8時』など）、日曜11時台（『道浪漫』など。なおかつての10時台の『生きものばんざい』、『ザ・ビッグデー』は開会式が日曜日の場合のみ。）、日曜13時台（『クイズMr.ロンリー』、『新伍Niタッチ!』など）を裏送りしていた（一部は試合終了後に時差放送された）。また、一部地域にネットしていた（RSKテレビ・中国放送等）、平日14時台のワイドショー（『スタジオ2時』 - 『レインボー』、および『はーい!昼ナマ』など）、土曜13時台のバラエティー番組（『三枝やすし興奮テレビ』など）も裏送りしていた（遅れネットの土曜の『花月爆笑劇場』→『よしもと新喜劇』は旧作を裏送り。雨傘番組でもMBSでは旧作か別番組放送）。

### 夜間
- 夜間にはダイジェスト番組（題名は『センバツダイジェスト』→『球春センバツ甲子園』→『センバツバーニングスタジアム』→『みんなの甲子園』と遍歴を重ねる）を行っているが、この番組は『news23』終了後の自社制作バラエティの枠内で放送されているため、大会期間中はこれらの番組は2011年までは休止されていたが、2012年度は開催期間中もダイジェスト番組の終了後、原則時間を繰り下げて放送される。
- このダイジェスト番組は基本的に関西ローカルの番組となる（TBS[1] などJNN系列局・BS-TBS・TBS NEWS・TBSチャンネルといったTBS系列の衛星放送でもでは基本的には放送されない。GAORAでは基本的に翌朝の第1試合前放送）。

### その他のMBS制作番組・TBS系列局制作番組の一覧
- MBSラジオ番組一覧
- TBSテレビ番組一覧

### その他の在阪テレビ局制作番組の一覧
- 朝日放送テレビ番組一覧
- 関西テレビ番組一覧
- 読売テレビ番組の分野別一覧
- テレビ大阪番組一覧

### BS・CS
- ジャパン・ニュース・ネットワーク（JNN）
- BS-TBS
- TBSチャンネル
- TBSニュースバード
- GAORA

### その他
- テレビ番組
- 日本のテレビ番組一覧
- 関西ローカル